# 이공계 장학금
이공계장학금은 대한민국 이공계 대학에 다니는 학생들을 지원하는 장학금의 일종이다. 이공계장학금은 우수한 인재들을 이공계로 적극 유치하여 과학기술 분야의 핵심인력을 양성함으로써 국가의 경쟁력을 확보하기 위해 한국학술진흥재단이 만든 장학금 제도이다. 이공계장학금 사업은 2003년부터 시작되었다. 이공계장학금은 이공계에 진학한 학생 중 대학수학능력시험 성적우수자, 대학이 추천하는 입학성적 우수자, 이공계 중점대학 진학 우수자, 이공계 대학 성적우수 재학생에게 대학 4년간 학비 전액을 지원한다. 이공계장학금을 수혜중인 학생은 매학기 장학재단에서 선정한 최소 성적 기준 이상의 성적을 받아야 계속 지원을 받을 수 있으며 다른 장학금과 중복수혜를 받을 수 없다. 일반적으로 우수한 인재에 대한 장학금이기 때문에 대부분 명문대에 수혜자가 집중되어 있다. 즉, 이공계라해서 모두가 수혜대상이 되는 것은 아니다. 하지만 일부 시민단체에서는 이에 대해 부당하다고 지적하고 있다.